# Ceratina tropica
Ceratina tropica là một loài Hymenoptera trong họ Apidae. Loài này được Crawford mô tả khoa học năm 1910.